# Glarența
Glarența a fost un oraș medieval, situat pe coasta nord-vestică a Peloponezului, în prezent ruinat. După ce a încăput din mâinile Despotatului Moreei în cele ale Imperiului otoman, Glarența a cunoscut o perioadă de decadență și a fost în cele din urmă părăsită. Ruinele se află în apropierea orașului Kyllini.